# Índice metabólico
El Índice metabólico se utiliza en climatización para aproximarse a la sensación de comodidad térmica, evaluando la cantidad de calor que el cuerpo humano necesita disipar al ambiente, según la actividad realizada.
El cuerpo humano consume energía para su mantenimiento, y la obtiene en la digestión de los alimentos. El residuo energético es calor, que el cuerpo aprovecha para mantener una temperatura adecuada para los procesos orgánicos que en él se producen (metabolismo basal). Como el cuerpo está produciendo calor continuamente, necesita disipar el sobrante.
El órgano encargado de mantener la temperatura interior del cuerpo es la piel y lo hace disipando más o menos calor, lo cual depende de la producción de calor y de la temperatura del ambiente. Se produce más calor, cuanto mayor sea la actividad física, pero también varía dependiendo de la edad (mayor cuanto más joven), el tamaño, el peso o el sexo del sujeto. Al relacionar la unidad del índice con la unidad de superficie de piel, se aproximan los valores para una parte de estas diferencias.
La unidad de medida es el met (o equivalente metabólico) cantidad de calor disipado por metro cuadrado de piel. 
Algunos ejemplos.
- Durmiendo, 0.8 met
- Una persona sentada relajada, 1 met
- Caminando, 3.4 met
- Corriendo, 9.5 met